# Returners
Returners è il secondo album in studio del gruppo musicale statunitense The Ghost Inside, pubblicato l'8 giugno 2010 dalla Mediaskare Records.

## Tracce
Testi di Jonathan Vigil e Aaron Brooks, musiche dei The Ghost Inside.
1. Walk Away from the World – 1:27
2. Greater Distance – 2:26
3. Between the Lines (featuring Brendan Foley) – 3:23
4. Unspoken – 3:43
5. Overlooked – 3:05
6. Chrono (featuring Mat Bruso) – 3:31
7. The Conflict (featuring Tommy Green) – 4:00
8. Downbeat – 3:15
9. The Returner – 1:06
10. Through the Cracks – 3:13
11. Truth and Temper – 8:48 – contiene la traccia fantasma (FTLOS)

## Formazione
The Ghost Inside
- Jonathan Vigil – voce
- Aaron Brooks – chitarra solista, voce secondaria
- Zach Johnson – chitarra ritmica
- Jim Riley – basso
- KC Stockbridge – batteria, percussioni

Altri musicisti
- Brendan Foley – voce in Between the Lines
- Mat Bruso – voce in Chrono
- Tommy Green – voce in The Conflict

Produzione
- Shane Frisby – produzione, ingegneria del suono
- Pete Rutcho – missaggio
- Baron Bodnar – produzione esecutiva
- Justin Reich – artwork

## Classifiche
| Classifica (2010)         | Posizione massima |
| ------------------------- | ----------------- |
| Stati Uniti (independent) | 50                |
| Stati Uniti (heatseekers) | 14                |